# Miss Night and Day
Miss Night and Day (koreanisch 낮과 밤이 다른 그녀, RR Natgwa bami dareun geunyeo) ist eine südkoreanische Fernsehserie mit Lee Jung-eun, Jung Eun-ji und Choi Jin-hyuk. Die Serie wurde am 15. Juni 2024 auf JTBC uraufgeführt.

## Besetzung

### Hauptdarsteller
- Lee Jung-eun als Lim-soon / alte Lee Mi-jin[1]
- Jung Eun-ji als Lee Mi-jin[1]
- Choi Jin-hyuk als Gye Ji-woong[2]
- Baek Seo-hoo als Go-won

### Nebendarsteller

#### Staatsanwaltschaft des Bezirks Seohan
- Yoon Byung-hee als Joo Byeong-duk
- Moon Ye-won als Tak Cheon-hee
- Kim Gwang-sik als Cha Jae-sung
- Kim Mi-ran als Woo Yeon
- Choi Moo-in als Seo Mal-tae
- Kim Jae-rok als Geum Gwang-suk
- Bae Hae-sun als Na Ok-hee
- Choi Beom-ho als Go Na-heun
- Jung Jae-sung als Baek Chul-gyu